# O livro de como se fazem as cores
O livro de como se fazem as cores (em aljamiado português:או ליברו די קומו שי פ׳אזין אש קוריש) é um dos mais conhecidos manuscritos judaico-portugueses e uma importante fonte do dialeto falado pelos judeus em Portugal antes do édito de expulsão de 1496.
O texto é um tratado técnico em 45 capítulos sobre a produção de tinta para a arte da iluminura. Faz parte da importante coleção de literatura judaica recolhida por Giovanni Bernardo De Rossi e adquirida por Maria Luísa de Parma para a Biblioteca Palatina de Parma, onde se encontra catalogado como Ms. 1959.

## Autoria e datação
Tradicionalmente atribuído a Abraão ben Judah Ibn Hayyim e datado de 1262 (5022 no calendário hebreu), o estudo mais aprofundado do manuscrito coloca-o no século XV, usando fontes mais antigas.